# Nemesis 4: Death Angel
Nemesis 4: Death Angel (alt titlu: Cry Of Angels: Nemesis 4) este un film american cu buget redus din 1996 regizat de Albert Pyun. Rolurile principale au fost interpretate de actorii Sue Price, Blanka Copikova și Andrew Divoff. Este continuarea filmului Nemesis 3: Prey Harder (1996) și este urmat de Nemesis 5: The New Model (2017).

## Prezentare
În 2080, după ce s-a mutat într-un oraș est-european pe cale de dispariție, Alex începe să vâneze bandiți și se trezește scoasă în afara legii de cyborgi. Dar când îl elimină din greșeală pe tipul greșit, se pune o recompensă pentru capul ei, iar Alex se transformă rapid dintr-un vânător într-o victimă.

## Distribuție
- Blanka Copikova - Woman in Black
- Andrew Divoff - Bernardo
- Michal Gucík - Priest
- Nicholas Guest - Earl Typhoon
- Andrej Lehota - Thug
- Hracko Pavol - Thug
- Simon Poland - Johnny Impact
- Sue Price - Alex Sinclair
- Juro Rasla - Carlos Jr.
- Norbert Weisser - Tokuda